# Колунов, Сергей Владимирович
Сергей Владимирович Колунов (род. 22 марта 1973, Казань, Татарская АССР, РСФСР, СССР) — российский политический деятель и предприниматель, депутат Государственной думы VIII созыва от партии «Единая Россия». Заместитель председателя комитета по строительству и жилищно-коммунальному хозяйству. Почетный строитель России, заслуженный строитель Республики Башкортостан, заслуженный строитель Республики Татарстан.  

## Биография
Сергей Колунов родился в 1973 году в Казани. В 1995 году окончил Государственную академию управления имени Серго Орджоникидзе по специальности «менеджмент: экономика и управление в отрасли химико-лесного комплекса». В 1995—2003 годах работал официальным представителем итальянской мебельной компании в России. Параллельно развивал собственный бизнес по производству строительных материалов. 
В 2003 году Колунов основал инвестиционно-девелоперскую компанию «Садовое кольцо» (позже — группа компаний «Садовое кольцо»). В 2006 году создал спортивный клуб по аквабайку «Водный мир», который в 2007 году занял II место на чемпионате России по аквабайку. Колунов является создателем детского музыкального комплекса «Семь нот Подмосковья», спонсором и председателем попечительского совета театра-студии «Непоседы», учредителем благотворительного фонда «Садовое кольцо — Милосердие», затем - председателем попечительского совета благотворительного фонда «СК — Развитие».
В 2021 году Колунов получил большинство голосов на праймериз «Единой России» в Красногорском избирательном округе. Он был выдвинут на в Государственную думу VIII созыва, набрал 48,24 % голосов и получил депутатский мандат. В парламенте Колунов вошёл в состав фракции «Единой России» и комитета по строительству и жилищно-коммунальному хозяйству. Из-за вторжения России на Украину Колунов находится под санкциями Евросоюза, США, Великобритании и ряда других стран.
Известно, что у Колунова есть сын Илья, родившийся в 1997 году, возглавляющий строительную группу ГК «Садовое кольцо».